# Self Destruct Tour
Self-Destruct Tour (каламбур на назву пісні «Mr. Self Destruct») — концертний тур індастріал-рок гурту Nine Inch Nails на підтримку альбому The Downward Spiral. Це був перший тур з гітаристом Робіном Фінком та басистом Денні Лонером.

## Склад гурту
- Трент Резнор — вокал, гітара, клавішні
- Робін Фінк — гітара, клавішні, бек-вокал
- Денні Лонер — бас-гітара, гітара, клавішні, бек-вокал
- Кріс Вренна — ударні
- Джеймс Вуллі — клавішні, програмування, бек-вокал (9 березня 1994 — 11 грудня 1994)
- Чарлі Клоузер — клавішні, програмування, бек-вокал (28 грудня 1994 — 8 вересня 1996)

## Дати туру
| Дата           | Місто                       | Країна          | Місце проведення           |
| -------------- | --------------------------- | --------------- | -------------------------- |
| 19 квітня 1994 | Сієтл                       | США             | Moore Theater              |
| 20 квітня 1994 | Сієтл                       | США             | Moore Theater              |
| 21 квітня 1994 | Портленд                    | США             | La Luna Club               |
| 23 квітня 1994 | Сан-Франциско               | США             | The Warfield               |
| 24 квітня 1994 | Сан-Франциско               | США             | The Warfield               |
| 26 квітня 1994 | Лос-Анджелес                | США             | Hollywood Palace           |
| 27 квітня 1994 | Лос-Анджелес                | США             | Hollywood Palace           |
| 30 квітня 1994 | Сан-Дієго                   | США             | San Diego State University |
| 1 травня 1994  | Фінікс                      | США             | Mesa Centennial            |
| 3 травня 1994  | Даллас                      | США             | The Bomb Factory           |
| 4 травня 1994  | Х'юстон                     | США             | International Ballroom     |
| 5 травня 1994  | Новий Орлеан                | США             | State Palace Theatre       |
| 7 травня 1994  | Чикаго                      | США             | Riviera Theatre            |
| 8 травня 1994  | Детройт                     | США             | State Theater              |
| 9 травня 1994  | Клівленд                    | США             | Agora Theater              |
| 11 травня 1994 | Бостон                      | США             | Cyclorama Building         |
| 13 травня 1994 | Нью-Йорк                    | США             | Webster Hall               |
| 14 травня 1994 | Нью-Йорк                    | США             | Roseland Ballroom          |
| 15 травня 1994 | Верхній Дербі, Пенсильванія | США             | Tower Theater              |
| 18 травня 1994 | Дублін                      | Ірландія        | SFX Center                 |
| 20 травня 1994 | Вулвергемптон               | Велика Британія | Wolverhampton Civic Hall   |
| 21 травня 1994 | Глазго                      | Велика Британія | Barrowlands                |
| 22 травня 1994 | Манчестер                   | Велика Британія | Manchester Academy         |
| 24 травня 1994 | Лондон                      | Велика Британія | London Forum               |
| 28 травня 1994 | Гент                        | Бельгія         | Vooruit                    |
| 30 травня 1994 | Париж                       | Франція         | Le Bataclan                |
| 31 травня 1994 | Амстердам                   | Нідерланди      | Paradiso                   |
| 2 червня 1994  | Франкфурт-на-Майні          | Німеччина       | Live Music Hall            |
| 3 червня 1994  | Берлін                      | Німеччина       | Huxley's                   |
| 7 червня 1994  | Гамбург                     | Німеччина       | The Docks                  |
| 8 червня 1994  | Дюссельдорф                 | Німеччина       | Tor 3                      |
| 9 червня 1994  | Мюнхен                      | Німеччина       | Charterhalle               |
| 11 червня 1994 | Відень                      | Австрія         | Summer Arena               |
| 12 червня 1994 | Прага                       | Чехія           | Lucerna Hall               |
| 29 липня 1994  | Атланта                     | США             | Fox Theatre                |
| 30 липня 1994  | Атланта                     | США             | Fox Theatre                |
| 3 серпня 1994  | Паукіпсі, Нью-Йорк          | США             | Mid-Hudson Civic Center    |
| 6 серпня 1994  | Беррі                       | Канада          | Molson Park                |
| 11 серпня 1994 | Ферфакс                     | США             | Patriot Center             |
| 13 серпня 1994 | Согертіс, Нью-йорк          | США             | Woodstock '94              |
| 2 вересня 1994 | Кларкстон, Мічиган          | США             | DTE Energy Music Theatre   |
| 30 жовтня 1994 | Даллас                      | США             | State Fair Coliseum        |